# Petra Wolters
Petra Wolters (* 1965) ist eine deutsche Sportpädagogin und Hochschullehrerin.

## Leben
Wolters studierte an der Universität Hamburg zwischen 1985 und 1991 Sport und Latein für das Lehramt, gefolgt vom Referendariat (1992 bis 1994). 1995 begann sie mit ihrer Doktorarbeit im Bereich Sportdidaktik, ab 1996 war Wolters am Fachbereich Erziehungswissenschaft der Universität Hamburg als wissenschaftliche Assistentin tätig und erlangte 1999 mit ihrer Arbeit „Bewegungskorrektur im Sportunterricht“, die beim Wissenschaftspreis des Deutschen Sportbundes (Carl-Diem-Plakette) mit dem zweiten Preis ausgezeichnet wurde, den Doktorgrad.
An der Universität Vechta war Wolters, die sich in ihrer Habilitationsschrift mit dem Thema „Bewegung unterrichten“ befasste, zunächst als Vertretungsprofessorin tätig, ehe sie 2002 ebendort eine ordentliche Professur für Sportwissenschaft (Schwerpunkte „Sportpädagogik sowie Sport und Gesellschaft“) antrat. Zwischen 2003 und 2005 saß Wolters im Vorstand der Deutschen Vereinigung für Sportwissenschaft, von 2002 bis 2009 war sie Mitherausgeberin der Zeitschrift Sportpädagogik und von 2004 bis 2012 der Zeitschrift Sportwissenschaft. Im Zeitraum 2012 bis 2018 gehörte sie dem Herausgeberkollegium der Zeitschrift für sportpädagogische Forschung an. 2021 wurde Wolters als Vizepräsidentin erneut in den Vorstand der Deutschen Vereinigung für Sportwissenschaft gewählt.
Zu ihren Forschungsschwerpunkten gehören Aspekte des Schulsports wie die Bewegungsvermittlung, Didaktik und Empirie, des Weiteren die Sportlehrerausbildung.